# Макнери (Луизијана)
Макнери (енгл. McNary) град је у америчкој савезној држави Луизијана.

## Демографија
По попису из 2010. године број становника је 211, што је 0 (0,0%) становника више него 2000. године.
| Група             | 2000.       | 2010.       |
| Белци             | 180 (85,3%) | 164 (77,7%) |
| Афроамериканци    | 22 (10,4%)  | 22 (10,4%)  |
| Азијати           | 2 (0,9%)    | 2 (0,9%)    |
| Хиспаноамериканци | 2 (0,9%)    | 13 (6,2%)   |
| Укупно            | 211         | 211         |